# Vöckla-Ager-Hügelland

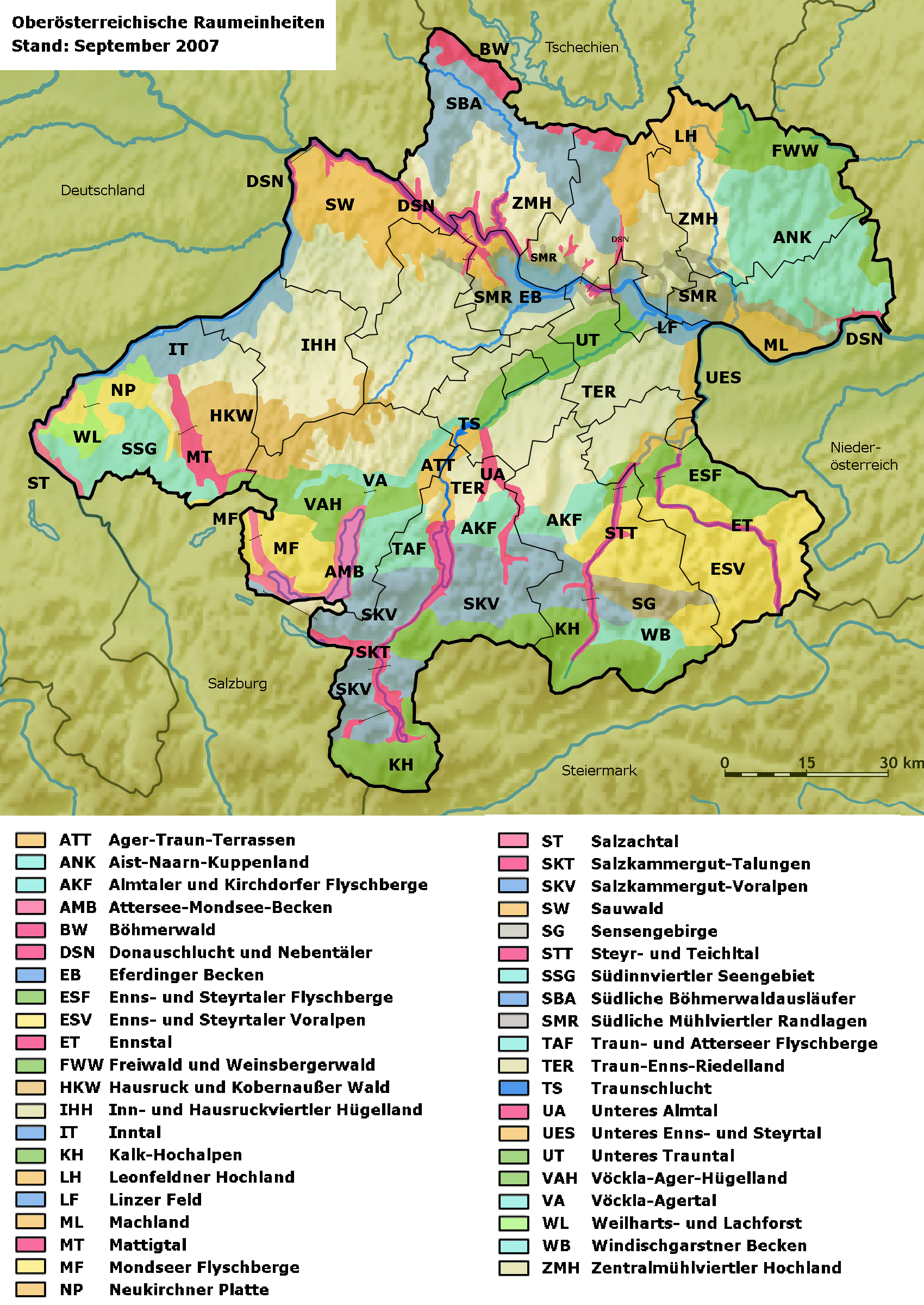
Alle OÖ Raumeinheiten

Das Vöckla-Ager-Hügelland ist eine der 41 Oberösterreichischen Raumeinheiten und liegt im Traunviertel und Hausruckviertel.

## Lage
Die Raumeinheit liegt in den Bezirken Braunau, Gmunden und Vöcklabruck und besteht aus zwei Teilgebieten.
Die Fläche des Vöckla-Ager-Hügellandes beträgt rund 225 km² und erstreckt sich über rund 36 km. Die maximale Breite beträgt 13 km. Der tiefste Bereich des Gebiets liegt bei Frankenmarkt mit rund 530 m ü. A.
Der höchste Bereich ist die Grenze zur benachbarten, südlichen Raumeinheit mit rund 700 m ü. A.
Folgende Gemeindegebiete liegen überwiegend oder gänzlich im Vöckla-Ager-Hügelland (alphabetisch geordnet): Attersee, Berg im Attergau, Frankenmarkt, Gampern, Lenzing, Pfaffing, Pöndorf, Regau, Seewalchen, St. Georgen, Vöcklamarkt und Weißenkirchen.
Die Raumeinheit ist von folgenden oberösterreichischen Raumeinheiten umgeben (im Uhrzeigersinn, beginnend im Norden):
Mattigtal, Hausruck und Kobernaußerwald, Inn- und Hausruckviertler Hügelland, Vöckla-Agertal, Ager-Traun-Terrassen, Traun-Enns-Riedelland, Traun- und Atterseer Flyschberge, Attersee-Mondsee-Becken und Mondseer Flyschberge.
Das Vöckla-Agertal teilt die Raumeinheit in zwei Teilgebiete.

## Charakteristik

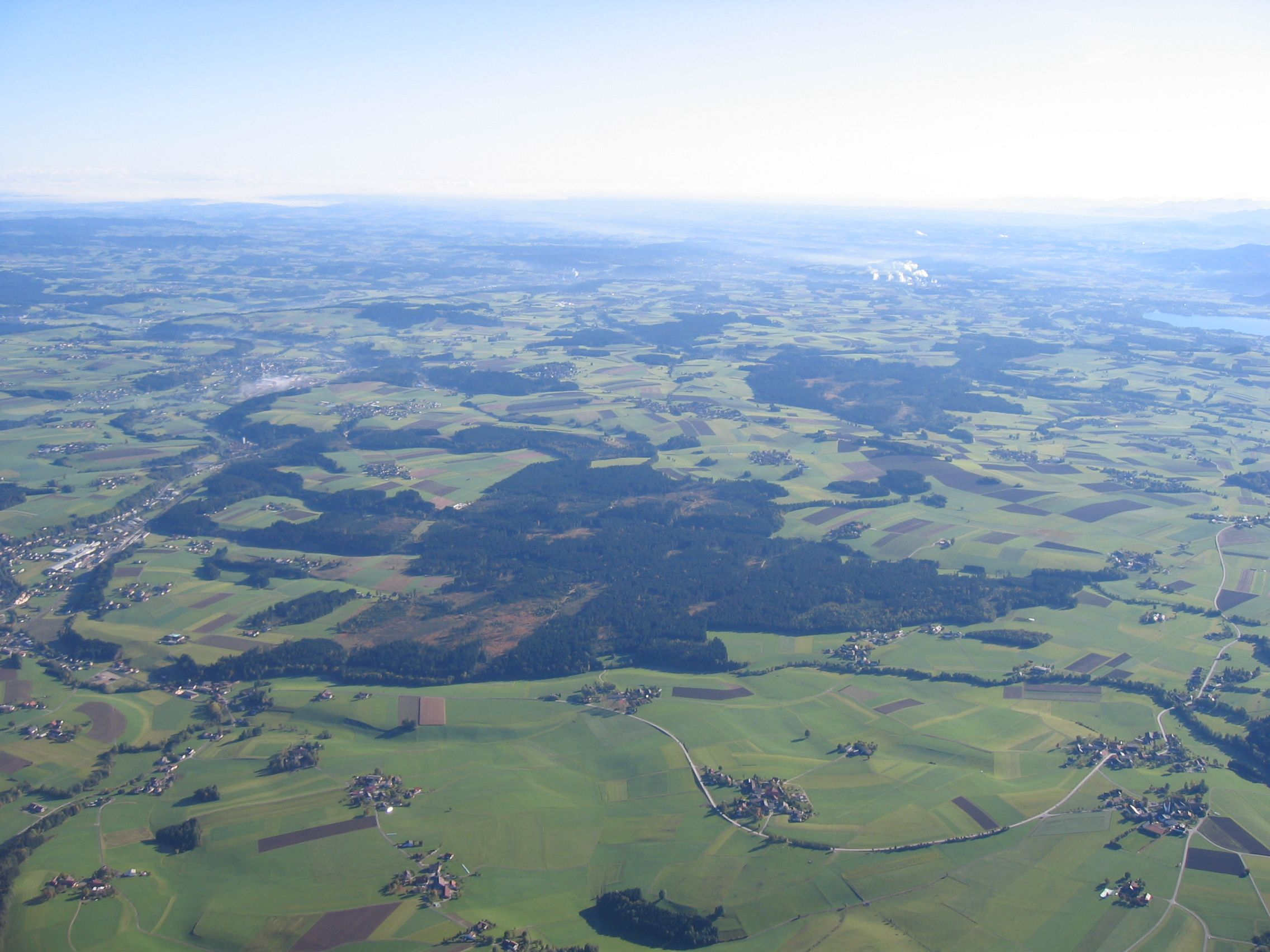
Die Raumeinheit vom Ballon gesehen, rechts hinten der Attersee

- Die Raumeinheit ist eine sanft-hügelige Moränenlandschaft
- Der Waldanteil ist gering (10 bis 15 %). Fichtenforste sind überwiegend zu finden, z. B. Eggenberger Wald. Naturnahe Kleinwälder findet man in Bachtälern.
- Die Fließgewässer entwässern Richtung Vöckla und Ager und sind meist naturnah. Uferbegleitgehölze sind selten.
- Es existieren zwei bedeutende Moore, das Gerlhamer Moor und das Kreuzbauernmoor.
- Das Gebiet wird überwiegend landwirtschaftlich genutzt (Ackerbau und Grünland) und beherbergt viele naturnahe Kulturlandschaftselemente. Selten sind Feucht- und Trockenwiesen zu finden.
- Die Siedlungsgebiete sind meist Weiler oder Einzelhöfe. Die zentralen Orte (St. Georgen, Schörfling, Seewalchen) sind dominant und haben Streusiedlungen.
- Wichtige Verkehrsverbindungen (Westautobahn und Westbahn) führen durch die Raumeinheit und zerschneiden diese.